# Dorcasomus delegorguei
Dorcasomus delegorguei är en skalbaggsart som beskrevs av Guérin-Méneville 1845. Dorcasomus delegorguei ingår i släktet Dorcasomus och familjen långhorningar. Inga underarter finns listade i Catalogue of Life.